# Ben Woods
Pas d'image ? Cliquez ici

a Compétitions nationales et continentales officielles uniquement.

b Matchs officiels uniquement.
Dernière mise à jour le 2 mars 2023.
Ben Woods, né le 9 juin 1982 à Barnsley (Angleterre), est un joueur de rugby à XV évoluant au poste de troisième ligne aile. 

## Carrière
Ben Woods joue de nombreuses saisons avec les Newcastle Falcons en Challenge européen et dans le championnat d'Angleterre. 
Il rejoint ensuite les Leicester Tigers en 2008. Il est contraint de prendre sa retraite de joueur en septembre 2012, après une blessure au poignet.
Il a été sélectionné dans l'équipe d'Angleterre A entre 2006 et 2009.

## Palmarès
- Champion d'Angleterre: 2009
- Finaliste de la Coupe d'Europe: 2009